# Eugénie Grandet
Pour les articles homonymes, voir Eugénie Grandet (homonymie).
Eugénie Grandet est un roman d’Honoré de Balzac paru en volume en 1834.

## Parution et éditions
Le roman paraît en 1834 chez Madame Béchet, puis en 1839 aux éditions Charpentier. Le début du roman aura été préalablement publié le 19 septembre 1833 dans L'Europe littéraire, sous le titre Eugénie Grandet, histoire de province. En 1843, dans l’édition Furne, Eugénie Grandet prend place, dans La Comédie humaine, entre Ursule Mirouët et Pierrette, dans le premier volume des Scènes de la vie de province. Balzac agrémentera cette édition d'annotations en songeant à une nouvelle édition : ce projet ne sera pas achevé. Si ces corrections ajoutent de nouvelles incohérences à celles préexistantes dans l'édition Furne, les intentions de Balzac dans ce « Furne corrigé » sont prises en compte dans les éditions contemporaines d'Eugénie Grandet.
La publication de 1839 verra l’apparition d'une dédicace, À Maria, adressée à Marie du Fresnay, avec qui Balzac entretenait une liaison pendant l'écriture d’Eugénie Grandet.
Le manuscrit original d'Eugénie Grandet est conservé à la Morgan Library and Museum de New York.

## Résumé
Félix Grandet a été tonnelier et maire. Grâce à un sens des affaires et une avarice très prononcée, il a réussi à faire fortune en profitant des événements d'une époque instable. Autrefois maire de Saumur, il fait, à partir de la seconde moitié des années 1810, fructifier sa grande fortune tout en faisant croire à sa femme, à sa fille Eugénie et à sa servante Nanon qu’ils ne sont pas riches. Les habitants de Saumur, où chacun estime la fortune du père Grandet, voient en Eugénie Grandet le plus beau parti de la ville et deux notables la courtisent ardemment. Il y a le banquier des Grassins et sa belle femme mondaine, Madame des Grassins. Elle voit déjà son fils Adolphe comme le futur mari d'Eugénie. De plus, le notaire et l'abbé Cruchot s'efforcent de marier leur neveu Bonfons Cruchot à Eugénie. 
Celle-ci, d’une innocence réelle et d'une naïveté prononcée, ne se doute de rien, jusqu’au jour où arrive son cousin Charles Grandet, neveu de Félix Grandet. Charles est envoyé à Saumur par son père, riche négociant de Paris qui, ayant fait faillite, éloigne son fils avant de se suicider. C'est Grandet qui annonce son malheur au jeune homme. Plongé dans le désespoir, Charles trouvera dans sa cousine une âme tendre ; les deux jeunes gens ne tarderont pas à s'éprendre secrètement l'un de l'autre. Grandet, lui, s'arrange pour éloigner son neveu le plus vite possible et rembourser la faillite de son frère en dépensant le moins possible.
Après s'être donné un baiser, Eugénie et Charles se promettent un amour perpétuel. Le départ de Charles est un rude moment pour Eugénie. Plus tard, Grandet apprend qu'Eugénie a donné à Charles toutes les pièces d'or rares qu’elle recevait deux fois par an comme cadeau de son père ; sa colère rendra sa femme malade. Il ne s'adoucira que pour des raisons financières.
Malgré les soins que lui apporte son mari, Mme Grandet décède et le veuf persuade alors Eugénie de renoncer à l'héritage de sa mère en sa faveur. Il décédera à son tour en contemplant son or, laissant Eugénie et Nanon seules. Pendant ce temps, Monsieur des Grassins a rencontré l'actrice Florine à Paris, où il était en mission pour Grandet, et se sépare de sa femme. Désormais, Madame des Grassins dirige la banque de Saumur. Et elle rend souvent visite à Eugénie pour la réunir avec Adolphe. 
Charles, pendant ce temps, a fait fortune aux Indes et s'est endurci. Il finit par rentrer à Paris, mais refuse de régler les dettes de son père. Il réalise un mariage d'argent avec la marquise d'Aubrion. Eugénie, apprenant la nouvelle, règle les dettes de son oncle et épouse Bonfons Cruchot, président du tribunal de première instance à Saumur, qui révèle à Charles l'étendue de la fortune d'Eugénie.
Le président décède par la suite. Eugénie financera plusieurs associations caritatives. On parle d'un remariage avec le marquis de Froidfond…

## Caractéristiques
Le roman évoque les mentalités sous la Restauration et mène également une étude de l’évolution de caractères différents au cours du temps, de l’inflexibilité du père Grandet, de la perte des illusions de sa fille, et de la transformation de son neveu, dandy romantique devenu « gentleman » pour finir en calculateur froid et cynique.
Le texte s'appuie sur différentes théories pseudo-scientifiques, notamment la physiognomonie et la phrénologie, selon lesquelles la physionomie donne un aperçu du caractère.

## Portrait de la famille Grandet
Madame des Grassins décrit ainsi Eugénie et sa famille au cousin de la jeune fille, Charles Grandet, qui vient d'arriver à Saumur :

« Monsieur, si vous voulez nous faire l’honneur de venir nous voir, vous ferez très certainement autant de plaisir à mon mari qu’à moi. Notre salon est le seul dans Saumur où vous trouverez réunis le haut commerce et la noblesse : nous appartenons aux deux sociétés, qui ne veulent se rencontrer que là parce qu’on s’y amuse. Mon mari, je le dis avec orgueil, est également considéré par les uns et par les autres. Ainsi, nous tâcherons de faire diversion à l’ennui de votre séjour ici. Si vous restiez chez monsieur Grandet, que deviendriez-vous, bon Dieu ! Votre oncle est un grigou qui ne pense qu’à ses provins, votre tante est une dévote qui ne sait pas coudre deux idées, et votre cousine est une petite sotte, sans éducation, commune, sans dot, et qui passe sa vie à raccommoder des torchons. »

## Bibliographie

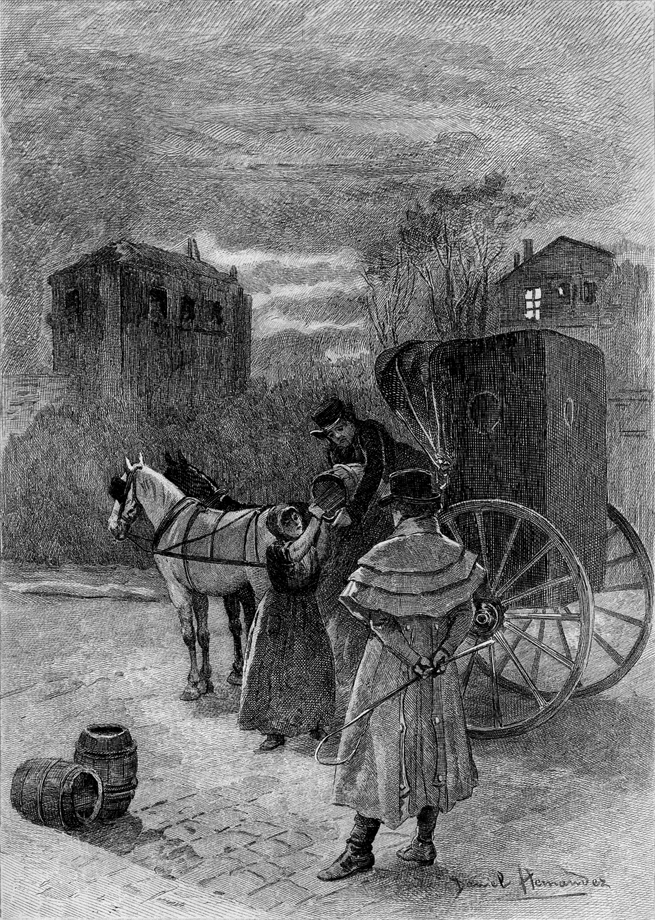
Eugénie Grandet.

## Adaptations
- 1910 : Eugénie Grandet. France. Réalisation : Émile Chautard et Victorin Jasset. Avec Suzanne Revonne, Jacques Guilhène, Charles Krauss.
- 1921 : Eugénie Grandet. (The Conquering power). États-Unis. Réalisation Rex Ingram. Avec Alice Terry, Rudolph Valentino.
- 1946 : Eugénie Grandet. (Eugenia Grandet). Italie. Réalisation Mario Soldati. Avec Alida Valli (Eugénie Grandet), Gualtiero Tumiati (le père d'Eugénie), Giorgio De Lullo (Charles Grandet), Giuditta Rissone (la mère d'Eugénie), Maria Bodi (Mme des Grassins).
- 1953 : Eugenia Grandet. Mexique. Réalisation Emilio Gomez Muriel. Avec Marga López (Eugénie Grandet), Julio Villarreal (le père d'Eugénie), Ramón Gay (Charles Grandet), Andrea Palma (la mère d'Eugénie), Hortensia Santoveña (Nanon).
- 1956 : Eugénie Grandet. France. Diffusion : Télévision française. Réalisation Maurice Cazeneuve. Avec Dominique Blanchar (Eugénie), Jean Marchat (Grandet), Paul Guers (Charles), Hélène Duc (Mme des Grassins), Jaque Catelain (M. des Grassins), Serge Bento (Adolphe), Line Noro (Mme Grandet).
- 1960 : Eugénie Grandet (Евгения Гранде). Union soviétique. Réalisation Sergueï Alexeïev. Avec Ariadna Chenguelaïa (Eugénie Grandet), Semion Mejinski (Félix Grandet), Mikhaïl Kozakov (Charles Grandet), Evdokia Tourtchaninova (Mme Grandet), Irina Likso (Madame des Grassins), Viktor Khokhriakov (Monsieur des Grassins), Evgueni Velikhov (Monsieur de Bonfons).
- 1968 : Eugénie Grandet. France. Diffusion : ORTF, 1re Chaîne. Réalisation Alain Boudet. Avec René Dary (Grandet), Bérangère Dautun (Eugénie), Bernard Rousselet (Charles Grandet), Germaine Delbat (Mme Grandet), France Delahalle (Mme des Grassins).
- 1994 : Eugénie Grandet. France. Diffusion : France 3. Réalisation Jean-Daniel Verhaeghe. Avec Jean Carmet (Grandet), Alexandra London (Eugénie), Claude Jade (Lucienne des Grassins), Pierre Vernier (M. des Grassins), Dominique Labourier (Mme Grandet).
- 2021 : Eugénie Grandet. France. Réalisation Marc Dugain. Avec Joséphine Japy (Eugénie Grandet), Olivier Gourmet (Félix Grandet) et Valérie Bonneton (Madame Grandet).